# Fedoskino

Fedoskino (en russe : Федо́скино)   est un village du District de Mytishchi dans l'Oblast de Moscou situé sur les deux rives de la rivière Outcha (affluent de la Kliazma). Sa population s'élevait en 2010 à 219 habitants. 
Fedoskino est situé à 2,4 км du village de Cholokhovo et à 19,5 км de l'autoroute périphérique de Moscou, le MKAD sur la route A104. 
Le village est connu depuis 1795 pour sa fabrique de peinture miniature. Un musée est consacré à cet art populaire qu'est la miniature de Fedoskino.  